# Mentzelia hirsutissima
Mentzelia hirsutissima là một loài thực vật có hoa trong họ Loasaceae. Loài này được S. Watson mô tả khoa học đầu tiên năm 1877.